# Grzępy
Grzępy – wieś w Polsce położona w województwie wielkopolskim, w powiecie czarnkowsko-trzcianeckim, w gminie Czarnków.
W latach 1975–1998 miejscowość administracyjnie należała do województwa pilskiego.
Koło wsi 3.września 1910 spadł Meteoryt Grzempach.